# Ким Кристенсен (атлетичар)
Ким Јул Кристенсен (дан. Kim Juhl Christensen, Mariager, Данска, 1. април 1984) је дански атлетичар, чија је специјалност бацање кугле. Представљао је Данску на олимпијским играма светским и европским првенствима, али није освајао медаље.

## Значајнији резултати
| година | такмичење                     | место                          | пласман | резултат | деатаљи |
| Данска | Данска                        | Данска                         | Данска  | Данска   | Данска  |
| ------ | ----------------------------- | ------------------------------ | ------- | -------- | ------- |
| 2005.  | Европско првенство У-23       | Ерфурт Немачка                 | 17.     | 15,64 м  |         |
| 2007.  | Европско првенство у дворани  | Бирмингем Уједињено Краљевство | 19.     | 17,36 м  |         |
| 2008.  | Светско првенство у дворани   | Валенсија Шпанија              | 17.     | 18,26 м  |         |
| 2009.  | Европско првенство у дворани  | Торино Италија                 | 10.     | 19,55 м  |         |
| 2010.  | Европско првенство            | Барселона Шпанија              | 22.     | 18,20 м  |         |
| 2011.  | Европско првенство у дворани  | Париз Француска                | 15.     | 19,16 м  |         |
| 2011.  | Светско првенство на отореном | Тегу Јужна Кореја              | 16.     | 19,74 м  |         |
| 2012.  | Светско првенство у дворани   | Истанбул Турска                | 19.     | 18,87 м  |         |
| 2012.  | Европско првенство            | Хелсинки Финска                | 12.     | 19,00 м  |         |
| 2012.  | Олимпијске игре               | Лондон                         | 27.     | 19,13 м  |         |